# Ophélie Gaillard
Pour les articles homonymes, voir Gaillard.
Ophélie Gaillard est une violoncelliste franco-suisse née le 13 juin 1974 à Paris.

## Formation et récompenses
Lors de sa formation au Conservatoire national supérieur de musique de Paris, elle obtient trois premiers prix : en musique de chambre dans la classe de Maurice Bourgue, en violoncelle dans la classe de Philippe Muller, où elle est ensuite admise en cycle de perfectionnement, et en violoncelle baroque dans la classe de Christophe Coin. Titulaire du certificat d'aptitude de violoncelle et de la licence de musicologie de la Sorbonne, elle remporte en 1998 le troisième prix du Concours international de violoncelle de Leipzig.
Élue en 2003 « révélation soliste instrumentale » aux Victoires de la musique classique, elle se produit en récital et défend le répertoire solo du violoncelle, des suites de Bach jusqu’à la création contemporaine. Elle est invitée régulièrement au Conservatoire américain de Fontainebleau chaque année depuis la direction de la violoncelliste Diana Ligeti.

## Carrière
Ses enregistrements pour le label Ambroisie de l’intégrale des suites de Bach, des suites de Britten et de sa sonate avec la pianiste Vanessa Wagner ont été remarqués par la critique internationale,, et son récent disque consacré à l’œuvre pour violoncelle et piano de Gabriel Fauré, enregistré avec Bruno Fontaine, a notamment été distingué par The Strad Magazine.
Passionnée de musique ancienne, elle a cofondé en 1994, avec sa sœur flûtiste à bec et hautboïste Héloïse Gaillard et la claveciniste Violaine Cochard, l'ensemble Amarillis.
Après avoir travaillé auprès de Christophe Rousset, Emmanuelle Haïm ou John Eliot Gardiner, elle crée en 2005 l’ensemble Pulcinella. Leur premier enregistrement de l’intégrale des sonates pour violoncelle et basse continue de Vivaldi est paru au printemps 2006 chez Ambroisie.

### Collaborations
Parallèlement elle continue son travail aux côtés de compositeurs du genre contemporain et forme par ailleurs un duo avec l’accordéoniste Pascal Contet depuis 2004.
Elle collabore avec des danseurs, en particulier Daniel Larrieu et Sidi Larbi Cherkaoui. C’est ainsi qu’elle est à l’initiative de la création du spectacle Pierrot fâché avec la lune autour de musiques de Debussy et Janacek, qui réunit les mimes et comédiens Cécile Roussat et Julien Lubek et la pianiste Delphine Bardin.
Ophélie Gaillard assure la direction artistique du Festival de Saintes pour les éditions de 2025 et 2026.
Elle se consacre aussi à l'enseignement à l'école nationale de musique d'Aulnay-sous-Bois à partir de 2001, à la haute-école de musique de Genève depuis septembre 2014, ainsi que lors de master classes pendant ses tournées à l'étranger (Corée, Japon, Amérique latine).

### Instruments
Ses instruments sont une basse vénitienne fabriquée en 1737 à Udine par le luthier Francesco Goffriller (fils ou frère de Matteo Goffriller) qui lui a été prêtée par une banque (le groupe Crédit mutuel - CIC) pour le répertoire baroque ainsi qu'un Bernardel père de 1855 pour la musique romantique et moderne.
En février 2018, son violoncelle Goffriller lui est dérobé lors d'un vol à main armée, avant qu'il ne lui soit rendu quelques jours plus tard. Ce même violoncelle, d'une valeur estimée d'1,3 million d'euros, est volé à son domicile le 24 septembre 2024 et retrouvé deux mois plus tard,. Trois personnes sont jugées pour vol en janvier 2025 et condamnés à plusieurs mois de prison.

## Discographie
Ophélie Gaillard a enregistré dès 1999 pour les labels Ambroisie et Aparté, du groupe Naïve Records.
- Britten - Ophélie Gaillard (violoncelle), Vanessa Wagner (piano) (2003, Ambroisie AMB 9927)
- Schumann, Phantasiestücke - Ophélie Gaillard (violoncelle), Olivier Peyrebrune (piano), Éric Speller (hautbois) (2006, Ambroisie AMB 9903)
- Fauré - Ophélie Gaillard (violoncelle), Bruno Fontaine (piano) (2006, Ambroisie, AM 130)
- Dreams - Ophélie Gaillard (violoncelle), Royal Philarmonic Orchestra, dir. Timothy Redmond (2009, Aparté AP001)
- Chopin, Sonate pour violoncelle – Ophélie Gaillard (violoncelle), Edna Stern (piano) (2010, Aparté AP003)
- Bach, Suites pour violoncelle seul - Ophélie Gaillard, violoncelle (2011, Aparté AP017)
- Schumann et Liszt - Ophélie Gaillard, violoncelle ; Delphine Bardin, piano ; Orchestre de la Radio nationale Roumaine, dir. Tiberiu Soare (2012, Aparté AP031)
- Brahms, Sonate pour violoncelle, Trio - Ophélie Gaillard (violoncelle), Louis Schwizgebel-Wang (piano), Fabio Di Càsola (clarinette) (2013, Aparté AP053)
- Alvorada : Manuel de Falla, Enrique Granados, Heitor Villa-Lobos, Pablo Casals, Gaspar Cassadó, Astor Piazzolla, etc. - Ophélie Gaillard (violoncelle), Luiz de Aquino (guitare), Rubens Celso Lopes (percussion), Sandrine Chatron (harpe), Fabien Cyprien (trombone), Sabine Devieilhe (voix), Rudi Flores (guitare), Cyril Garac (violon), Nicolas Genest (trompette), Gerardo Di Giusto (piano), Florent Jodelet (percussion), Romain Lecuyer (contrebasse), Fernando Maguna (piano), Juán José Mosalini (bandonéon), Christian Paoli et David (« chupete »), Emmanuel Rossfelder (guitare), Sandra Rumolino (voix), Gabriel Sivak (piano), Toquinho (voix) (septembre 2014, Aparté AP104) (OCLC 1030896754)
- Exils - Ophélie Gaillard, violoncelle ; Orchestre philharmonique de Monte-Carlo , dir. James Judd ; membres du Sirba octet (2017, Aparté AP142)
- Strauss, Don Quixote et œuvres pour violoncelle – Ophélie Gaillard, violoncelle ; Orchestre symphonique national tchèque, dir. Julien Masmondet (2018, Aparté AP174) (OCLC 1089207984)
- Cellopera : transcriptions de Mozart, Bellini, Rossini, Donizetti, Verdi, Puccini, Tchaikovsky, Wagner et Offenbach – Ophélie Gaillard, violoncelle ; Nahuel di Pierro, basse ; Morphing Chamber Orchestra, dir. Frédéric Chaslin (juin 2020, Aparté AP248)[18] (OCLC 1249724197)

### Avec l'ensemble Amarillis
- Furioso ma non troppo - Italie 1602-1707 - Maryseult Wieczorek (soprano) ; Amarillis : Héloïse Gaillard (flûtes à bec & hautbois baroque), Violaine Cochard (clavecin & orgue positif), Ophélie Gaillard (violoncelle) (1999, Ambroisie AMB 9901) (OCLC 55963529)
- Amour & Mascarade : Purcell et l'Italie - Patricia Petibon (soprano), Jean-François Novelli (ténor) ; Amarillis : Héloïse Gaillard (flûtes à bec et hautbois baroque), Violaine Cochard (clavecin & orgue positif), Ophélie Gaillard (violoncelle), Richard Myron (contrebasse). (1999, Ambroisie AMB 9902 / Naïve AM 187) (OCLC 636504191)
- Jeux de dames à la Cour - France 1710-1740 - Amarillis : Héloïse Gaillard (flûtes à bec & hautbois baroque), Violaine Cochard (clavecin), Ophélie Gaillard (violoncelle), Anne-Marie Lasla (viole de gambe) (2000, Ambroisie AMB 9904) (OCLC 51570712)
- Bach - Aria - Maîtrise de garçons de Colmar (direction Arlette Steyer) ; Amarillis : Héloïse Gaillard (flûtes à bec et hautbois baroque), Violaine Cochard (clavecin et orgue positif), Ophélie Gaillard (violoncelle) (2000, Ambroisie AMB 9907)
- Haendel, Sonates pour flûte à bec et hautbois - Amarillis : Héloïse Gaillard (flûtes à bec & hautbois baroque), Violaine Cochard (clavecin & orgue positif), Ophélie Gaillard (violoncelle) (2001, Ambroisie AMB 9910)
- Vivaldi, Concerti per flauto, per violoncello - Amarillis : Héloïse Gaillard (flûtes à bec et hautbois baroque), Violaine Cochard (clavecin), Ophélie Gaillard (violoncelle), David Plantier et Lorenzo Collito (violons), Patricia Gagnon (alto), Richard Myron (contrebasse), Laura Monica Pustilnik (archiluth et guitare) (2003, Ambroisie AMB 9944)

### Avec le Pulcinella Orchestra
- Vivaldi, Sonates pour violoncelle - Pulcinella Orchestra (2006, Ambroisie AMB 9992)
- Boccherini, Boccherini, Madrid - Pulcinella Orchestra (2007, Ambroisie AM 126)
- Bach, Arias - Ophélie Gaillard (violoncelle piccolo et direction musicale), Sandrine Piau (soprano), Christophe Dumaux (alto), Emiliano Gonzalez Toro (ténor), Pulcinella Orchestra (2012, Aparté AP045)
- CPE Bach, vol. 1 : Sinfonia (Wq. 182), concertos (Wq. 170, 172) et sonate en trio (Wq. 161) - Ophélie Gaillard, violoncelle ; Pulcinella Orchestra (2014, Aparté AP080) (OCLC 906257690)
- CPE Bach, vol. 2 : Sinfonia (Wq. 182/3), concertos (Wq. 17, 178) et sonates (Wq. 137) - Ophélie Gaillard, violoncelle et direction musicale ; Francesco Corti (clavecin), Pulcinella Orchestra (septembre 2015, Aparté AP118) (OCLC 989677057)
- Hersant, Rondes de nuit - Pulcinella Orchestra, dir. Ophélie Gaillard (3 juillet 2018, Aparté) (OCLC 1237121582)
- Boccherini, Concertos pour violoncelle (G.479, 482); Quintette à cordes (G.324) « La Musica Notturna delle Strade di Madrid »; Sonate pour violoncelle (G2) ; Symphonie « La Casa del Diavolo » (G.506) ; Stabat Mater (G.532, version 1781) – Sandrine Piau, soprano ; Pulcinella Orchestra, dir. Ophélie Gaillard et violoncelle (17-19 avril et 1-3 septembre 2018, SACD, Aparté AP194)[19]
- Vivaldi, I colori dell' ombra : Concertos pour violoncelle – Pulcinella Orchestra, dir. Ophélie Gaillard et violoncelle (27 août-3 septembre 2019, Aparté)[20] (OCLC 1151052730)
- A night in London : Avison, Haendel, Geminiani, Porpora, Cirri – Ophélie Gaillard, violoncelle et direction ; Sandrine Piau et Raquel Camarinha, sopranos ; Lucile Richardot, mezzo-soprano ; Gabriel Pidoux, hautbois ; Pulcinella Orchestra (2022, Aparté AP274)[21],[22] (OCLC 1317770815)